# 遊☆戯☆王デュエルモンスターズ5 エキスパート1
『遊☆戯☆王デュエルモンスターズ5 エキスパート1』（ゆうぎおうデュエルモンスターズファイブ エキスパートワン）は、2001年7月5日にコナミから発売されたゲームボーイアドバンス専用の遊☆戯☆王オフィシャルカードゲーム デュエルモンスターズを題材としたゲームソフトである。略称は、5またはEX1。

## 概要
遊☆戯☆王デュエルモンスターズシリーズ第5作目。ハードをゲームボーイアドバンスに移し、現実のOCG（新エキスパートルール）に準拠して完全にリニューアルされている。「Curse of Anubis -アヌビスの呪い-」までのカードが全て収録されており、カードの総数はデュエルに使用できないものを含めて928枚。
D-TACTICSという、難解になったルールのチュートリアル、詰めデュエルのようなものが用意されている。蘇生条件を満たしていないカードを墓地から特殊召喚できる、地割れ、和睦の使者の効果が違うといったバグがある。
2001年1月1日からスタートし、デュエルを行うごとに日付が進んで行くというシステムになっている。祝日に特定のデュエリストを倒すことで、パックを貰うことができる。また、カレンダーには週刊少年ジャンプやVジャンプの発売日も表示されている。

## 主な変更点
- 新エキスパートルールに準拠するようになった。フェイズの概念、リバース効果、チェーンなどが増えた。
- 魔法、罠カードが5枚まで伏せられるようになった。
- サイドデッキを作れるようになった。
- 召喚魔族の廃止。
- 「デッキキャパシティ」制が廃止された。

## 登場人物

### デュエリスト

#### ステージ1
- 武藤遊戯（むとう ゆうぎ）
- 城之内克也（じょうのうち かつや）
- 本田ヒロト（ほんだ ひろと）
- 真崎杏子（まざき あんず）
- 獏良了（ばくら りょう）

#### ステージ2
- インセクター羽蛾（いんせくたーはが）
- ダイナソー竜崎（だいなそーりゅうざき）
- 梶木漁太（かじき りょうた）
- 孔雀舞（くじゃく まい）
- エスパー絽場（エスパーろば）

#### ステージ3
- レアハンター
- パンドラ
- 人形（にんぎょう）
- 光と闇の仮面（ひかりとやみのかめん）
- マリク・イシュタール

#### ステージ4
- 闇遊戯（やみゆうぎ）
- 闇獏良（やみばくら）
- 海馬瀬人（かいば せと）
- イシズ・イシュタール
- シャーディー

#### ステージ5
武藤双六（むとう すごろく）
インセクトトークンを除く、すべてのカードを入手するとデュエルできるようになる。
ペガサス・J・クロフォード
トゥーン・ワールドを入手するとデュエルできるようになる。
シモン・ムーラン
全国大会で2回優勝するとデュエルできるようになる。誕生日は6月28日。
デュエルマシーン
プレイヤーと全く同じデッキを使ってくる。

## 同梱カード
全5種のうち3枚が封入されている。以後の作品はソフトを一つ買うだけですべてのカードが揃うようになっている。
- 黒衣の大賢者
- ビッグ・シールド・ガードナー
- エクスチェンジ
- 天使のサイコロ
- 悪魔のサイコロ

### 攻略本同梱カード
- 遺言の仮面 - 上巻同梱カード
- 仮面魔獣デス・ガーディウス - 下巻同梱カード

## 関連書籍
- 遊☆戯☆王デュエルモンスターズ5 エキスパート1―ゲームボーイアドバンス版（上巻）（Vジャンプブックス-ゲームシリーズ）（2001年7月5日発行、ISBN 978-4-08-779116-7）
- 遊☆戯☆王デュエルモンスターズ5 エキスパート1―ゲームボーイアドバンス版（下巻）（Vジャンプブックス-ゲームシリーズ）（2001年8月8日発行、ISBN 978-4-08-779122-8）